# تلفات فنی توان در سیستم‌های الکتریکی
تلفات فنی توان به دسته‌ای از تلفات توان گفته می‌شود که در یک مدار الکتریکی یا سیستم قدرت بخشی از انرژی موجود به دلیل اثرات ناخواسته تلف می‌شود، از جمله: انرژی تلف شده در اثر گرم شدن ناخواسته اجزای مقاومتی، عوامل پارازیتی (مقاومت الکتریکی، ظرفیت خازنی و ضریب خودالقایی)، اثر پوستی و تلفات در هسته و سیم‌پیچ‌های ترانسفورماتورها (بدلیل اثر هیسترزیس و جریانهای گردابی). همچنین در هنگام انتقال انرژی الکتریکی، بخشی از انرژی بدلیل تلفات دی‌الکتریک و کرونا هدر می‌رود.
تلفات فنی که در بسیاری از زمان‌ها بجای کل تلفات دستگاه توان جابجا گرفته می‌شود دربردارنده طیف گسترده‌ای از انواع تلفات می‌باشد که در این بخش با دو عنوان تلفات انتقال و تلفات پخش تشریح گردیده‌اند. کمابیش، تلفات نیروگاه‌ها در دسته تلفات دستگاه توان به‌شمار نمی‌آید و نیروگاه‌ها به عنوان واحدهای صنعتی انگاشته می‌شوند که فروش برق به شبکه را پذیرا هستند و همه انرژی‌های مصرف شده در نیروگاه به عنوان مصرف درونی آن به‌شمار می‌آید که گهگاه کاهش یافتنی است.

## تلفات در شبکه انتقال
تلفات فنی در شبکه فرستادن دارای ابعاد بسیار گسترده‌ای می‌باشد که همه تلفاتهای از نقطه پس از آفرینش انرژی تا سر پخش را در برمی گیرد:

### تلفات برخاسته از ایستادگی خطوط
این نوع تلفات که در پی ایستایی هادی در برابر گذر گردش پدید می‌آید در واقع برجسته‌ترین تلفات سیستم انتقال است و همانگونه که در آینده دیده خواهد شد، دیگر انواع تلفات فرستادن بگونه‌ای در افزایش این نوع تلفات سهیم می‌باشند.
این تلفات در یک دستگاه سه فاز متقارن، تابعی از ایستادگی AC خطوط و توان دو جریان گذری است. بیگمان افزایش سایز هادی‌ها که منجر به کاهش ایستادگی خطوط می‌شود با قیدهای اقتصادی محدود می‌گردد از این رو پذیرفتن سطح استاندارد برای آن‌ها و همچنین تلفات پیدا در این باره ناگزیر است. فرسودگی و عمر بالای هادی‌ها (مس یا آلومنیوم)، رسانایی آن‌ها را کاهش می‌دهد و منجر به افزایش تلفات می‌گردد. همچنین درازی توانراه‌ها اگر چه در بیشتر موارد ناگزیر می‌باشد تلفات خطوط را بالا می‌برد.
باید یادآور شد که اتصال نامناسب هادی‌ها می‌تواند تأثیر چشم‌گیری در افزایش ایستادگی خطوط و همچنین تلفات آن‌ها داشته باشد.

### تلفات برخاسته از فرسودگی کالا ها
گذشت زمان ویژگی رسانایی هادی‌های مسی را کاهش داده و منجر به افزایش ایستادگی وصل کلیدهای توان می‌گردد. تلفات آهنی هسته ترانسفورماتورها، CTها و PTها با افزایش عمر فزونی می‌گیرند و همچنین تلفات جداگری همه کالاها به دلیل ناتوانی جداگری برخاسته از درازا زندگی، بشدت بالا می‌رود.

### تلفات کرونا
یکی از تلفاتهای چشمگیر در دستگاه‌های توان الکتریکی ولتاژ بالا (دستگاه فرستادن) تلفات کرونا است. پدیده کرونا که پیآمد یونیزاسیون هوای پیرامون هادی دارای ولتاژ بالا است، به همراه هاله‌ای از نور بنفش رنگ و نویز اکوستیک و الکترومغناطیسی بوده و کاربرد فراوانی در بسیاری از صنایع (بویژه فیلترینگ) دارد، در توان راه‌ها ولتاژ بالا می‌تواند بخش بیشتری از توان را در خود تلفات نماید. بیگمان، بهره‌گیری از هادی‌های گروهی (باندل‌ها) تا حد فراوانی در کاهش اینگونه تلفات سودمند است. اما باید به یاد داشت که گذشت زمان، در پی خوردگی و نشستن آلاینده‌ها بر لایه‌ها ولتاژ بالا مانند توان راه‌ها، ناهمواری‌ها و نقاط تیزی بر روی آن‌ها پیدایش می‌کند که میدان الکتریکی پیرامون خود و پیرو آن پدیده کرونا را بشدت افزایش می‌نماید.

### تلفات در جداگرها(Insulators)
جداگرهای به کاررفته در دستگاه‌های ولتاژ بالای جریان متناوب بیشتر دو نوع تلفات جدی را در بر می‌گیرد:
- گردش نشتی: گردش گذرکننده از سطح ولتاژ بالا به سطح ولتاژ پایین جداگر که تابعی از ایستادگی جداگری و نابرابری پتانسیل دو سر آن است را جریان نشتی می‌گویند. البته تلفات برخاسته از این گردش که کمابیش ناچیز است تنها پس از پیرشدگی جداگر و کاهش ایستایی آن قابل توجه می‌گردد. نقاط عایقی ویران شده یا نقاطی که بگونه درست بازسازی نشده‌اند می‌توانند در این باره بسیار آسیب‌پذیر باشند.
- تلفات پسماند: روشن است که جداگرهای هادی‌های گذر دهنده گردش متناوب متحمل شدت میدان مغناطیسی متناوبی، هماهنگ با آن گردش خواهند بود که طبیعتاً در آن‌ها تلفات پسماند چشمگیری پدید می‌آورد. این تلفات بگونه قابل توجه در کابل‌های گردش بالا دیده می‌شود.

### تلفات برخاسته از ناترازی فازها
با بودن ناترازی فازها (که البته در دستگاه فرستادن بسیار ناچیز است) تلفات برآیند سه فاز بیشتر از حالت متقارن در سه فاز خواهد بود. به سخن دیگر شباهت در ویژگی‌ها و پارامترهای الکتریکی فازهای یک خط که بیشتر امری قطعی انگاشته می‌شود در عمل گوناگون خواهد بود. برجسته‌ترین ریشه رخداد چنین دشواری در شبکه فرستادن، نبود جابجایی فازها به دلیل دشواری‌ها فنی و اقتصادی می‌باشد.
تلفات برخاسته از افزوده بار کابل‌ها، و ترانسفورماتور و دیگر کالاها دستگاه فرستادن که به معنی گذر گردش بیش از اندازه نامی از آن‌ها است تلفات توان اهمی در آن‌ها را ه چهره فزاینده افزایش می‌دهد. البته باید یادآور شد که این افزایش تلفات اهمی، افزایش دمای کالاها نسبت به سطح نرمال و بالطبع افزایش تلفات جداگری و شاید آهنی را نیز به دنبال خواهد داشت.
همچنین، افزوده بار شدن کالاها دارای هسته مغناطیسی غیر خطی مانند ترانسفورماتورها و CTهای اندازه‌گیری می‌تواند منجر به ورود نوک کار آن‌ها به ناحیه اشباع کمان BH گردد که از این رو هارمونیک‌های رتبه پایین به ویژه هارمونیک‌های مضارب ۳ بر روی ولتاژ پیدایش می‌کنند که خود، همانگونه که در آینده ذکر خواهد شد خاستگاه تلفات بیشتری است.

### تلفات برخاسته از پخش بار نامناسب
پخش بار در دستگاه انتقال امروزی، برآمده از همبندی شبکه و برنامه‌ریزی تولید یکه‌های گوناگون نیروگاهی است. ولی ساختار موجود شبکه و همچنین برنامه‌ریزی آفرینش به کاررفته در بسیاری از زمان‌ها بهترین حالت نیست و طبیعتاً کمترین تلفات را نمی‌برگیرد.
در واقع می‌توان با پدید آوردن تغییر در ساختار شبکه به روش‌های گوناگون و همچنین برنامه‌ریزی بهینه آفرینش، پخش بار  (Power flow)  را بگونه‌ای تغییر داد که تلفاتی کمتر از مقدار پیشین داشته باشد، که به آن پخش بار بهینه (Optimum power flow) می‌گویند.

### تلفات برخاسته از گذر توان راکتیو
توان راکتیو مورد نیاز بار و بخش‌های ذخیره‌کننده انرژی سلف و خازن شبکه (مانند خود خطوط، ترانسفورمرها و...) برحسب نوع بار در شبکه جاری می‌باشد. گذر توان راکتیو از شبکه، افزون بر پدید آوردن دشواری‌های جدی مانند اشغال گنجایش شبکه و افت ولتاژ، منجر به تلفات جدی انرژی نیز می‌گردد. نظر به اینکه آفرینش یا مصرف این نوع توان به وارون توان اکتیو نیازمند فراهم آوردن انرژی از نیروگاه نمی‌باشد، با فراهم آوردن و مصرف آن در مکان، از سوی بانک‌های خازنی با رآکتورها، می‌توان اندازه گذر توان راکتیو از شبکه را کاهش داد که بیگمان منجر به کاهش تلفات راکتیو شبکه می‌گردد.

### تلفات برخاسته از پراکندگی امواج الکترومغناطیسی در جسم‌های فلزی
نظر به اینکه انرژی الکتریکی در شبکه فرستمان( انتقال) از نوع امواج الکترومغناطیس می‌باشد و با پرداختن به سطح بالای ولتاژ و گردش در آنها، علی‌رغم بسامد پایین دستگاه توان، همواره اندازه‌ای انرژی در ساختارها و پایه‌های فلزی کنار هادی از راه میدان‌های نیرومند الکترومغناطیس واداشته شده (induced) و تلفات می‌گردد.
البته بیشتر زمان‌ها به دلیل ناچیز بودن این درصد تلفات و دشواری‌های محاسباتی آن، از این گونه تلفات چشم پوشی می‌شود.

## تلفات دستگاه پخش
کمابیش در کل دستگاه‌های توان بالاترین سهم تلفات به دستگاه پخش اختصاص دارد که البته دلیل این کار را باید در گستردگی سطح و فراوانی ابزارهای موجود در این دستگاه، به همراه ویژگی‌های دیگری مانند بارهای تکفاز و سطح ولتاژ پایین آن جستجو نمود.
در دنباله برجسته‌ترین موارد تلفات انرژی الکتریکی در دستگاه‌های پخش مطالعه شده‌اند.

### تلفات برخاسته از ایستادگی خطوط
ایستادگی هادی‌ها همانند آنچه که در بحث تلفات فرستادن نمایان گردید برجسته‌ترین ریشه تلفات دستگاه‌های پخش می‌باشند. البته باید به یاد داشت که در دستگاه‌های پخش، ایستادگی نسبی توانراه‌ها بالاتر است و به دلیل گستردگی و اتصالات فراوان، با نگه نداشتن صحت اتصالات، این ایستادگی و از این رو تلفات افزایش بیشتری خواهد داشت.

### تلفات برخاسته از ناترازی خطوط
ناترازی خطوط در دستگاه پخش (که البته نه به دلیل گوناگون بودن ویژگی‌های هادی‌های فازها بلکه به دلیل نبود جابجایی فازها) پدید می‌آید منجر به پیدایش ناترازی شبکه از دیدگاه بار می‌شود که به نوبه خود ناترازی گردش فازها و تلفات برخاسته از آن را به دنبال خواهد داشت.

### تلفات برخاسته از عذم تراز فازها
بارهای تک فاز دستگاه پخش به همراه ناترازی فازها باعث می‌شود که گهگاه ناترازی پر در پی داشته باشد.
از دیگر سو ناترازی فازها منجر به گردش سیم نول می‌شود که از این رو تلفات انرژی در این سیم نیز به تلفات افزوده می‌گردد.

### تلفات برخاسته از اتصال زمین نامناسب
سیستم زمین نامناسب یا فرسوده، ایستایی فراوانی ایجاد می‌کند و این مسئله در سیستم‌های ناهمتراز منجر به ناترازی ولتاژ و تلفات انرژی ناشی از آن خواهد شد.

### تلفات ذاتی ترانسفورماتورها و کالاهای اندازه گیری
همانند دستگاه فرستادن، در شبکه‌های پخش نیز توان گذری در سر راه خود از کالاهای فراوانی گذر می‌نماید که هریک بر حسب نوع، تکنولوژی ساخت و زندگی خود درصدی از انرژی را تلفات می‌نمایند. بیشترین تلفات این بخش ازان ترانسفورماتورهای پخش است که بگونه گسترده در دستگاه بکار گرفته می‌شوند.

### تلفات جداگری کالاها
اگرچه سطح ولتاژ پایین در دستگاه پخش، تلفات جداگری کالاها را نسبت به دیگر انواع تلفات کمرنگ می‌سازد لیکن با پرداختن به گستردگی و فراوانی کالاها دارای این تلفات، روی هم رفته، این نوع تلفات چشم گیر خواهد بود.

### تلفات برخاسته از افزوده بار کالاها
افزوده بار کالاهای پخش نیز همانند کالاهای دستگاه فرستادن منجر به افزایش فزاینده تلفات در آن‌ها می‌گردد.
همچنین پیدایش هارمونیک‌ها (بویژه هارمونیک‌های مضارب ۳) به دلیل وارد شدن به پهنه اشباع ترانسفورماتورها و تلفات وابسته به آن‌ها از پیآمدهای این افزایش بار خواهد بود.

### تلفات برخاسته از تغییر در مقدار بار سیستم
طبیعتاً، وجود اوج در کمان بار (منحنی بار) روزانه جاهای گوناگون پخش، افزون بر وارد کردن هزینه‌های هنگفت، برنامه‌ریزی شبکه برای فراهم بار زمان‌های اوج را دشوار می‌نماید و تلفات پدیدار شده در شبکه را افزایش خواهد داد.

### تلفات برخاسته از هارمونیک‌ها
بسیاری از بارهای نو دستگاه توان دارای ماهیت غیر خطی می‌باشند. این بارها که به دلیل پیشرفت صنعتی و برتری‌های خود هر روزه رو به افزایش می‌باشند، بیشتر از کالاهای الکترونیک توان بهره می‌برند که گردش غیر سینوسی از شبکه می‌گیرد. موارد بیشتر این کالاها  به اینگونه‌اند چراغ‌های کم مصرف، UPSها، رایانه‌ها، ASDها و...
از دیگر سو، همانگونه که قبلاً نیز گفته شد، بارهای الکتریکی دارای هسته آهن سیرشونده، همچو ترانسفورماتورها و موتورهای الکتریکی، با افزوده بار شدن، با درآمدن به پهنه غیر خطی کمان مغناطیسی خود گردش مغناطیس‌کنندگی غیر خطی از شبکه می‌گیرند که پیدایش هارمونیک (بویژه هارمونیک‌های مضرب ۳) از زیان‌های آن است.

### اثر پوستی
اثر پوستی نمایانگر افزایش ایستایی اهمی هادی‌ها در برابر گذر گردش متناسب نسبت به گردش DC به دلیل شار مغناطیسی پوینده با زمان پدید آمده در اثر گردش است. در واقع مطابق این اثر، ایستادگی اهمی هادی و در پی آن تلفات الکتریکی آن با افزایش بسامد گردش گذری افزایش می‌باید. بنابراین روشن است که افزایش سطح THD گردش که به معنی افزایش اندازه بخش‌های گردش با بسامدهای بالاتر است مستقیماً تلفات اهمی را از طریق اثر پوستی افزایش می‌دهد. روشن است که این تلفات در همه هادی‌های دارای گردش، حتی سیم پیچ‌های ترانسفورماتورها نیز هست.

### تلفات آهنی
تلفات آهنی در هسته ترانسفورماتورهای توان و اندازه‌گیری (Current transformers) و همچنین ماشین‌ها، تابعی از بسامد آن‌ها است. بنابراین وجود هارمونیک‌های ولتاژ در دستگاه، این تلفات را بشدت افزایش می‌دهد.

### تلفات جداگری
تلفات جداگری کالاها نیز بیشتر برخاسته از تلفات پسماند در آن‌ها است، که خود تابعی از بسامد (فرکانس) ولتاژ کار است. از این رو این نوع تلفات نیز در پی وجود هارمونیک‌ها، افزایش خواهد داشت.

### تلفات از راه سیم نول
هارمونیک مضارب ۳ در نوک نول اتصالات ستاره یکدیگر را خنثی نمی‌کنند بلکه با یکدیگر گرد هم آمده و گردش قابل توجهی از سیم نول گذر می‌دهند که تلفات سیم نول را بشدت بالا می‌برد.